# Constitution du Soudan
Lire en ligne

Consulter

La Constitution du Soudan est la Constitution provisoire du Soudan. Elle se base sur un accord de paix mettant fin à la guerre civile entre le gouvernement soudanais et le mouvement populaire de libération du Soudan du Sud ainsi que sur la Constitution soudanaise de 1998. 

## Compléments